# Adolf 7. af Holsten
Adolf 7. af Holsten, også Adolf 9. (født 1327 - død 26. januar 1390, begravet i Hamburgs katedral) var greve af Holsten-Plön 1359-1390. Han var søn af greve Johan 3. af Holsten (død 1359) og Miroslawa af Schwerin (død 1368).
Adolf giftede sig 1362/1365 med Anna af Mecklenburg (død 1415). Bryllupskontrakten udfærdigedes i Travemünde den 20. juni 1362. Da hun var steril, hvilket omtales i Chronicon Holtzatiæ, uddøde Plön-linjen ved Adolfs død i 1390.